# Ezra Klein
Ezra Klein (Irvine, 9 maggio 1984) è un giornalista statunitense.

## Biografia
Cofondatore di Vox, è stato editorialista del The Washington Post e del The New York Times. Sposato con la giornalista Annie Lowrey, è autore del libro Why We’re Polarized (2020).